# 巴拉圭众议院
眾議院（西班牙語：Cámara de Diputados）是巴拉圭國會的下議院，由80名眾议员组成，每五年依据比例代表制选举产生。巴拉圭國會於1813年成立時為一院制，1870年轉變為兩院制。